# 大衛·辛馬斯特
大卫·辛馬斯特（英語：David Singmaster，1938年12月—2023年2月13日），英国數學家，曾任教於伦敦南岸大学。他解决了魔方问题，并发明了魔方转动的记录方法。
在组合数论方面，大卫·辛馬斯特猜想帕斯卡三角形中次数大于1的数字，最小上界有限。保罗·厄多斯认为猜想是正确的，但认为其很可能非常难以证明。大多数证据显示，最小的上限是8。

## 著作
- Notes on Rubik's magic cube, David Singmaster. Enslow Pub Inc, 1981. ISBN 0-8949-0043-9.
- Handbook of Cubik Math （页面存档备份，存于）, David Singmaster and Alexander Frey. The Lutterworth Press, 1987. ISBN 0-7188-2555-1.
- Rubik's Cube Compendium （页面存档备份，存于）,Edited by David Singmaster Oxford University Press, 21 April 1988. ISBN 0-1985-3202-4.